# Honda CB 550 Four
La Honda CB 550 Four è una motocicletta prodotta dalla casa motociclistica giapponese Honda Motor Co. Ltd. dal 1974 al 1978.

## Descrizione
La CB 550 monta un motore strettamente derivato dalla precedente CB 500 ma con alesaggio maggiorato, con cilindrata da 544 cm³ a quattro cilindri in linea raffreddato ad aria a carter umido con distribuzione SOHC. La prima versione, la CB 550K, era derivata direttamente dalla precedente CB 500 e aveva quattro tubi di scarico con quattro silenziatori e ruote a raggi. La CB 550 fu sostituita nel 1979 dalla Honda CB 650, che era dotataa di motore completamente nuovo.
Rispetto alla CB 750 a carter secco del 1969 dalla quale derivava, sia la CB 500 che la CB 550 erano molto più piccole e leggere. La CB 550K condivideva alcune componenti con la CB 750 e si inseriva nella gamma delle quattro cilindri Honda di media cilindrata.
Dal 1975 al 1977 venne offerta una seconda versione della CB 550, la CB 550 F "Super Sport". La CB550F condivideva motore, strumentazione, luci, ruote, freni e telaio con la CB 500K. La CB 550 F inoltre aveva uno scarico del tipo quattro in uno più leggero, un manubrio leggermente più piatto e un serbatoio del carburante diverso senza cromature. La CB 550 F faceva parte della gamma Honda Super Sport, insieme alla CB 400 F e alla CB 750 F.
Entrambi i modelli CB 550F e CB 550K avevano freno posteriore a tamburo e un freno a disco anteriore singolo.